# Bazoches
Bazoches é uma comuna francesa na região administrativa de Borgonha-Franco-Condado, no departamento Nièvre. Estende-se por uma área de 14,87 km². Em 2010 a comuna tinha 181 habitantes (densidade: 12,2 hab./km²).